# Mohamed Diop (baloncestista)
Mohamed Diop (nacido el 14 de mayo de 1981 en Dakar) es un jugador de baloncesto senegalés que pertenece a la plantilla del UGB St.Louis de la National 1, la máxima división senegalesa. Con 1,98 metros de altura juega en la posición de Alero. Es internacional absoluto con Senegal.

## Trayectoria profesional
Entró con 14 años en la cantera del UGB St.Louis de su Senegal natal, club que por entonces estaba en la tercera división senegalesa, hasta que tres años después (en 1998) ascendió de nuevo a la National 1, la máxima división senegalesa. Es el actual capitán del equipo y fue elegido MVP de la National 1 en 2010.
En el verano de 2015 se fue a jugar a la LBL peruana, firmando con el Club Baloncesto Escuela de Oficiales de la FAP.

## Selección nacional
Es internacional absoluto con la selección de baloncesto de Senegal desde 2011, cuando disputó el AfroBasket 2011, celebrado en Antananarivo, Madagascar, donde Senegal quedó en 5.ª posición. Jugó 3 partidos con un promedio de 9 puntos (61,5 % en tiros de 2), 2 rebotes, 1,3 asistencias y 1,7 robos en 13,4 min.
Volvió a ser convocado para el AfroBasket 2013, celebrado en Abiyán, Costa de Marfil, donde Senegal consiguió la medalla de bronce tras derrotar por 57-56 a la anfitriona selección de baloncesto de Costa de Marfil. Jugó 5 partidos con un promedio de 5,6 puntos (66,7 % en tiros de 2 y 40% en triples) y 1 rebote en 11,2 min.
Fue convocado en 2014 para la disputa de la Copa Mundial de Baloncesto de 2014 celebrada en España, finalizando Senegal en 16.ª posición. Jugó 6 partidos con un promedio de 4,8 puntos y 1 rebote en 11,5 min.
Disputó el AfroBasket 2015, celebrado en Radès, Túnez, donde Senegal quedó en 4.ª posición tras perder por 82-73 contra la anfitriona selección de baloncesto de Túnez en el partido por el bronce. Jugó 6 partidos con un promedio de 2,8 puntos y 2 rebotes en 11,3 min.